# 189202 Calar Alto
189202 Calar Alto è un asteroide della fascia principale. Scoperto nel 2003, presenta un'orbita caratterizzata da un semiasse maggiore pari a 3,2118023 UA e da un'eccentricità di 0,0660880, inclinata di 16,62664° rispetto all'eclittica.
Dal 13 novembre 2008 al 9 febbraio 2009, quando 202736 Julietclare ricevette la denominazione ufficiale, è stato l'asteroide denominato con il più alto numero ordinale. Prima della sua denominazione, il primato era di 188847 Rhipeus.
L'asteroide è dedicato all'omonimo osservatorio a gestione congiunta ispano-tedesca.